# Petit Fantôme
Petit Fantôme est le nom de scène de Pierre Loustaunau. Après ses participations aux groupes François and The Atlas Mountains et Crâne Angels, il sort en 2011 sous ce pseudonyme un premier EP intitulé Yallah. En 2013 il publie gratuitement la mixtape Stave, qui est bien accueillie par la critique (notamment Les Inrockuptibles,, La Blogothèque ou Magic). En fin d'année 2013 il diffuse gratuitement via Internet des enregistrements jusqu'ici inédits.
La musique de Petit Fantôme est souvent considérée comme partie prenante d'un mouvement de renouvellement de la chanson française, aux côtés d'artistes comme Fauve ou La femme.

## Discographie
Albums
Mixtape